# Häselrieth

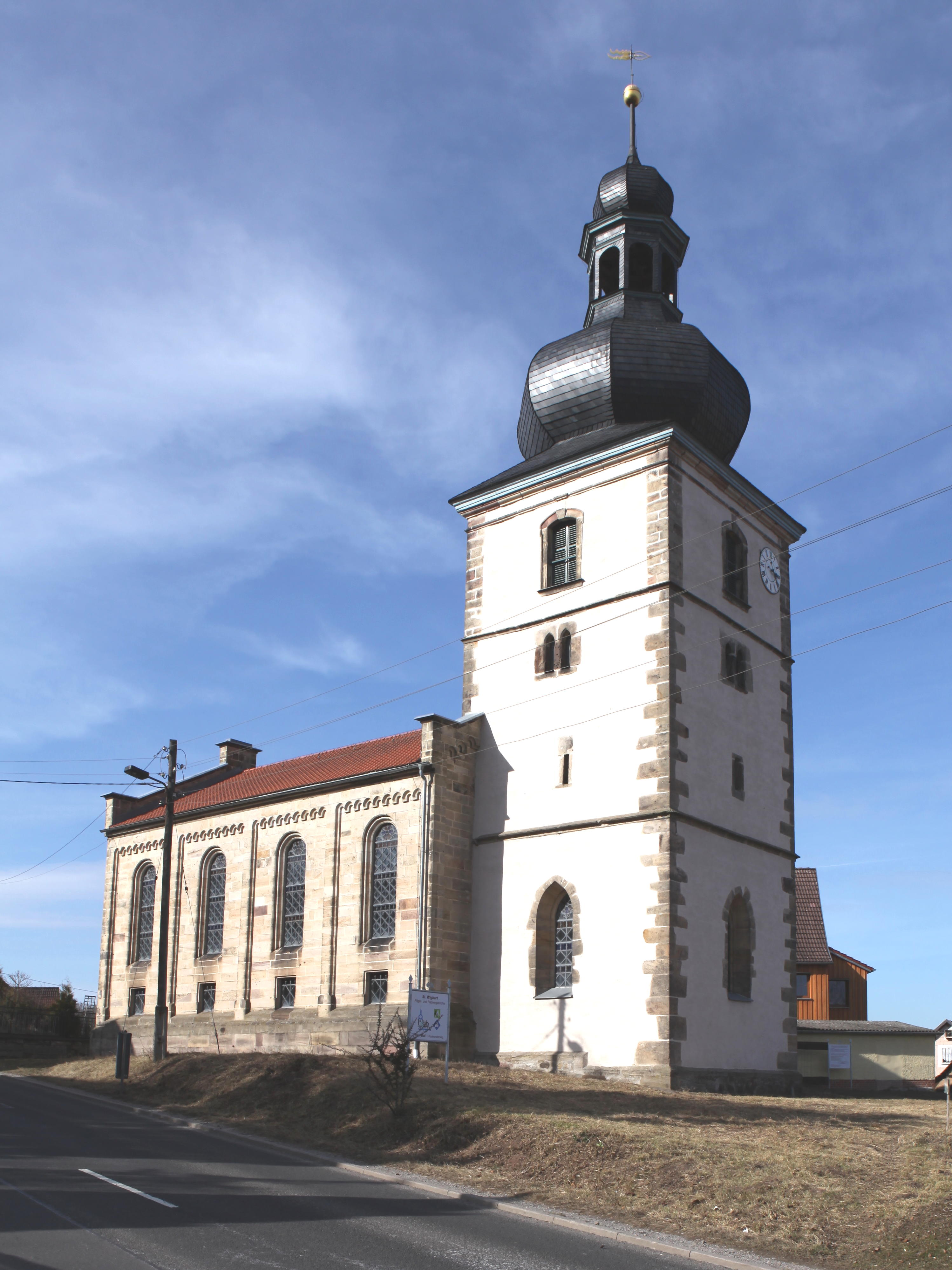
Evangelisch-lutherische Kirche St. Wigbert

Häselrieth ist ein Stadtteil der Stadt Hildburghausen im Landkreis Hildburghausen in Thüringen.

## Lage
Häselrieths Flur endet am nordöstlichen Stadtrand von Hildburghausen. Der Stadtteil befindet sich an der Bundesstraße 89, die in Richtung Themar führt. Die Gemarkung ist ländlicher Raum und für die Landwirtschaft erschlossen und teilweise kupiert. Bedingt durch die Lage an die Werra kommt es hier häufig zu Überschwemmungen.

## Geschichte
Die erste gesicherte Erwähnung des Dorfes „Haselrit“ erfolgte in einem Lehensbrief des Abtes vom Kloster Hersfeld an Ortolph von Reygeriet vom 8. April 1287. Andere Quellen nennen das Jahr 1169 für die urkundliche Ersterwähnung des Dorfes.
Die Brücke über die Werra und die Kirche sind historische Zeugnisse. Auf dem Häselriether Berg vermutet man einen vorchristlichen Kultplatz.
Häselrieth war 1675–1676 von Hexenverfolgung betroffen. Aus der Familie Schellenberg gerieten die Großeltern mit ihrem Enkel in einen Hexenprozess. Der 4-jährige Caspar Schellenberg wurde beschuldigt, er hätte mit seinen Großeltern gehext.
Ende 1945 wurden acht Bürger aus Hildburghausen und Umgebung von sowjetischer Geheimpolizei am Waldrand oberhalb der Jungviehweide ermordet und verscharrt. Sie wurden nach Entdeckung durch Kinder in einem Gemeinschaftsgrab auf dem Friedhof beerdigt, das zur DDR-Zeit aber unkenntlich war. Nach der Wende wurde den Toten 1997 ein Gedenkstein gesetzt.
1969 wurde Häselrieth in die Stadt Hildburghausen aufgenommen.

## Persönlichkeiten
- Johann Bierdümpfel (* 3. September 1564 in Häselrieth; † 1. Juni 1620 in Wien), Arzt[7]
- Friedrich Dotzauer (* 20. Januar 1783 in Häselrieth; † 6. März 1860 in Dresden), Cellist und Komponist